# Gafas de aviador

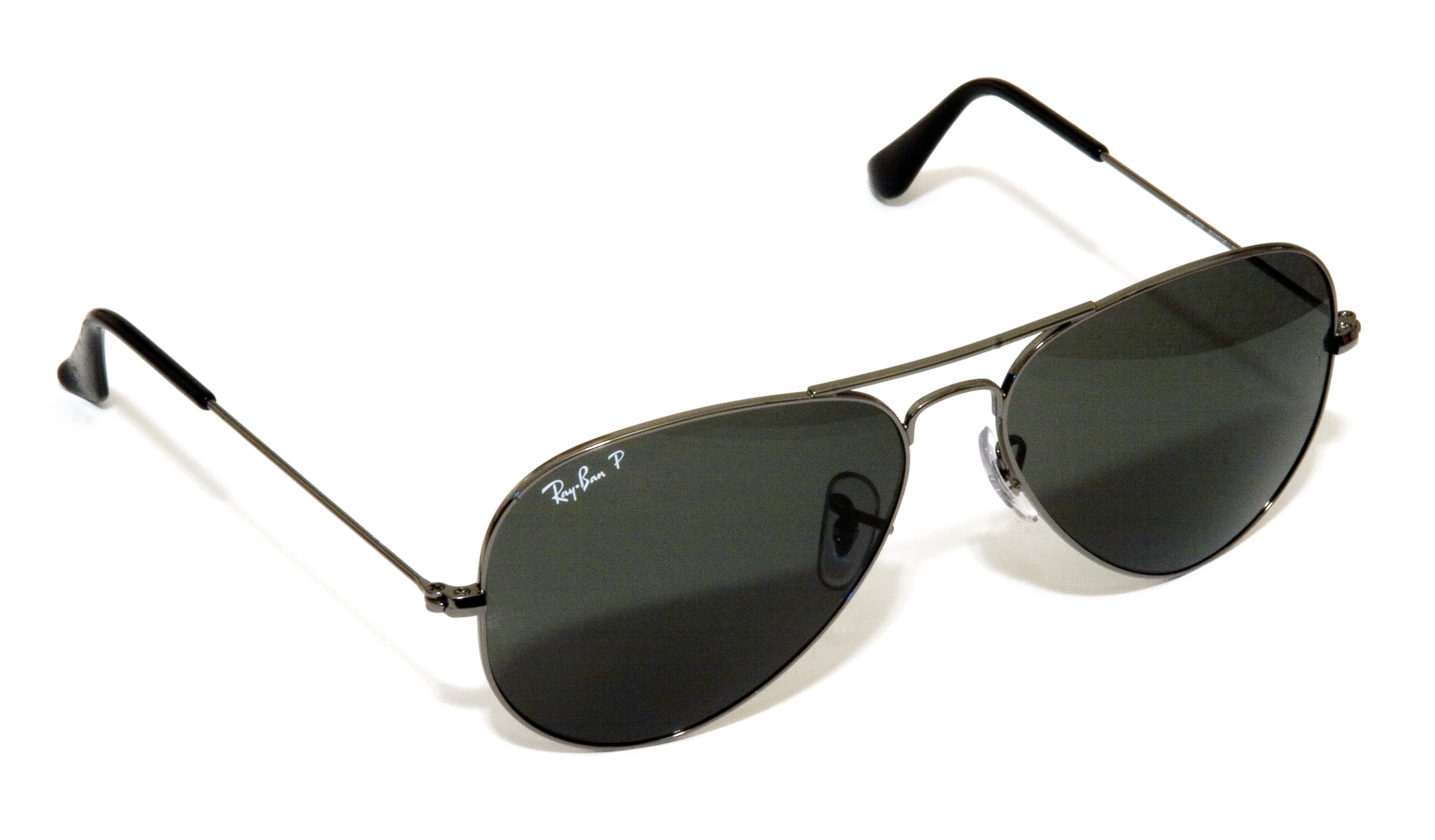
Gafas de aviador Ray-Ban.

Las gafas de aviador o lentes de aviador son un modelo de gafas de sol diseñadas originalmente por Bausch & Lomb, con su marca comercial Ray-Ban.
 Estas gafas constan de dos lentes amplios, en forma de «lágrima» que tocan los pómulos. Tienen doble puente, uno adaptado a la curva de la nariz y el otro que une el armazón de ambos lentes de la parte superior. Los lentes pueden ser completamente oscuros o pueden ser reflejantes. Cubren el ojo completamente para evitar que la luz llegue a los ojos.
Fueron inicialmente desarrolladas en tiempos de la Segunda Guerra Mundial para suplir a las gafas protectoras que usaban los pilotos de aviación, miembros de la Marina de Guerra y los miembros de la Armada, de ahí el origen de su nombre.

## Historia

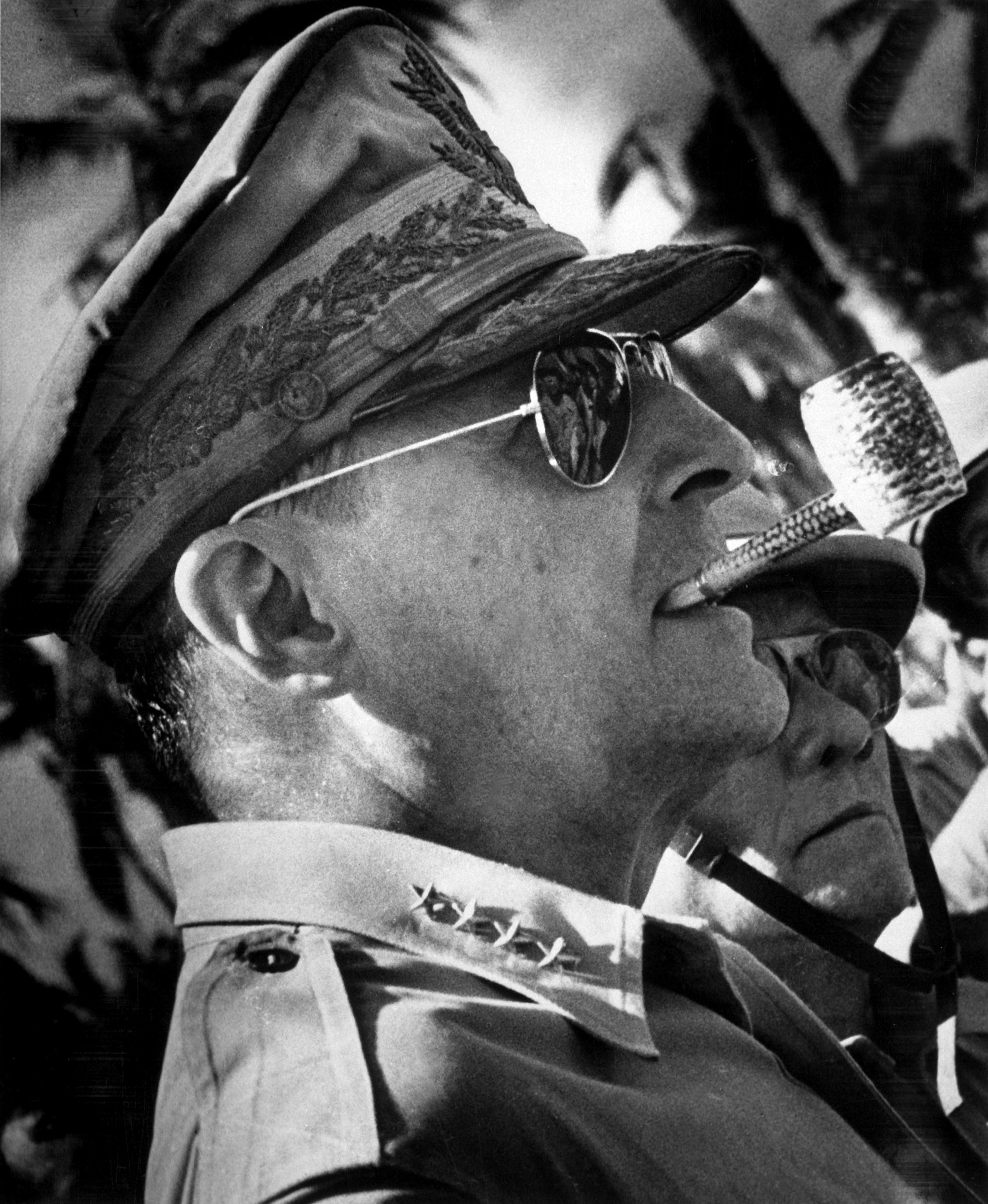
General Douglas MacArthur usando gafas de aviador.

En la década de los 1930, algunas compañías de la Fuerza Aérea le encomiendan a Bausch & Lomb, el diseño de unas gafas especiales que protegieran a los pilotos del resplandor de los rayos solares en alturas elevadas, por lo que los miembros de la compañía diseñan las gafas y definen los lentes color verde-negruzco.
Ray-Ban produce el primer par en 1936, pero salen a la venta en el año de 1937, siendo originalmente producidos para las Fuerzas Armadas de Estados Unidos, por lo que fueron llamados Ray-Ban Aviators (Aviadores Ray-Ban). Algunos le atribuyen su invención a Edwin Herbert Land, un científico estadounidense, desarrollador del filtro polarizador. Ciertamente, Ray-Ban comenzó a polarizar sus modelos con el reciente invento de Land, pero Land no fue su inventor.
Las gafas de aviador se volvieron conocidas durante la Segunda Guerra Mundial cuando el General Douglas MacArthur arribó a una playa de Filipinas en 1944 y se le tomaron fotos en las que lucía un par de gafas de aviador.
Las gafas recobran popularidad en los años 1980 con el estreno de varias películas como Top Gun, protagonizada por Tom Cruise, y Cobra, protagonizada por Sylvester Stallone; en estas películas se puede ver a los actores luciendo un par de gafas de aviador.

## Modelo estadounidense
Todos los Ray-Ban estadounidenses desde los años 1950 hasta los años 1970 llevaban una inscripción debajo del puente superior "B&L 10K GF USA", "B&L 1/10 12K GF" y también "B&L 1/20 10K GF o "B&L 1/30 10K GO".
Los de los años 1980 tenían en su lugar las palabras "B&L XX [] YY USA" (XX [YY indicaba el tamaño], que luego se convirtió en los años 1990 "B&L RAY -BAN XX [] YY ".
 
Sobre la cubierta superior, los modelos antideslumbrantes de los años 1940 solo llevaban la inscripción "RAY-BAN". Entre 1950 y 1990 fue grabado "B&L RAY-BAN USA". Incluso los grabados experimentaron cambios, volviéndose más redondeados en los años 1980. Finalmente, había versiones con licencia que llevaban "B & L.RAY.BAN.USA-LIC" en el puente y no tenían inscripción debajo del puente.
La montura estadounidense del primer antideslumbrante no tuvo ninguna inscripción. El logotipo BL apareció en el plástico solo desde los años 1960. Desde los años 1980 el logotipo BL fue grabado en el soporte de metal de la montura.
Todas las lentes estadounidenses de mediados de los años 1970 tenían la marca láser "BL" (a veces estaba en la parte superior del cristal o colocada cerca de la bisagra). El logotipo blanco de Ray Ban apareció en la lente izquierda desde 1982 para evitar falsificaciones.
En los años 90, los modelos se identificaron mediante un código (por ejemplo: W1662 WNAS) impreso en el plástico de los terminales junto con la marca CE (si estaban destinados al mercado europeo).
Los primeros estuches estadounidenses (que permitieron unirlos al cinturón) fueron de cuero y solo a partir de los años 70 se pasaron al vinilo. Los logotipos también cambiaron con el tiempo. Entre los años 40 y 50 se imprimió en el lado izquierdo del estuche "BAUSCH & LOMB Ray • Ban REG.PAT.OFF. GAFAS DE SOL HECHAS EN ESTADOS UNIDOS".
Entre los años 1960 y 1980, por primera vez, apareció el clásico logotipo redondo que contenía "BAUSCH & LOMB Ray • Ban ₢ LENTES RESISTENTES AL IMPACTO".
El logotipo redondo de la década de 1990 contenía "100% protección UV Ray • Ban • Gafas de sol de Bausch & Lomb".

## Moda
Ray-Ban es la principal productora de las gafas de aviador, pero también es una marca conocida por producir otros modelos de gafas como los wayfarers.
Regresan en los años 2000 cuando se retoma la onda retro y clásica en la moda, convirtiéndolos en un artículo popular entre los adolescentes seguidores de la última moda. Incluso se pudo ver a artistas como Michael Jackson, Paul McCartney o Ringo Starr usando un par de estas gafas.